# Œufs à la Monteynard

Les œufs à la Monteynard sont une spécialité culinaire de l’Isère. Il s’agit d’une recette traditionnelle, consistant en un mélange de riz et d’œufs mollets, le tout recouvert de gruyère râpé ou de parmesan.
Comme son nom l’indique, cette recette a pour origine le plateau matheysin et, plus précisément, le village de Monteynard. Cette recette aurait été un moyen, pour les habitantes de cette région, de valoriser les œufs de ferme et d’accommoder les restes.